# Sevda Demirel
Sevda Demirel (* 28. April 1972 in Langen) ist eine türkische Filmschauspielerin
und Sängerin.

## Leben und Karriere
Demirel wurde am 28. April 1972 in Langen geboren. Ihre Familie stammt ursprünglich aus Gaziantep. Als sie sechzehn Jahre alt war, ließen sich ihre Eltern scheiden. Ihr Debüt gab sie 1995 in dem Film Bay E. Danach spielte sie in Otostop  die Hauptrolle. Außerdem war sie  2000 in dem Film Tutku Suçları zu sehen.
Im Jahr 2002 erregte Demirel landesweit Aufsehen durch ihre Ohrfeige gegenüber Hande Ataizi in einer TV-Show.
2002 brachte sie ihr erstes Album Sevda Gibi raus. Unter anderem wurde 2019 ihre Single Sevda Tokatı veröffentlicht.

## Filmografie
- 1995: Bay E
- 1996: Tatlı Kaçıklar
- 1996: Otostop
- 1997: Hiç Bana Sordun mu?
- 1998: Altın Vuruş
- 2000: Tutku Suçları

## Diskografie

### Alben
- 2002: Sevda Gibi
- 2005: Sus
- 2007: Uyanma Vakti

### Singles
- 2019: Sevda Tokatı
- 2022: Yağmur